# Wadi Barada
Wadi Barada (în arabă وادي بردى) este un curs de apă în sud-vestul Siriei. Valea găzduiește 17 sate și orașe.

## Etimologie
Cuvântul wadi (în arabă وادي) înseamnă vale în arabă. „Barada” se crede că este derivat din cuvântul barid (în arabă بارد), care înseamnă „rece” în limbile semitice. Numele vechi grec (în greacă: Χρυσορρόας, translit. Chrysorrhoas, înseamnă „pârâiaș cu aur”). Râul a suferit, de asemenea, de secetă severă în ultimele decenii, în principal din cauza precipitațiilor mai scăzute și a creșterii mari a populației din zonă.

## Geografie
Wadi Barada este situată în partea de nord-vest a capitalei siriene Damasc, în Districtul Qalamoun Este cunoscută ca fiind o zonă muntoasă și în contact direct cu un lanț muntos superior al Libanului.
Râul Barada este situat în suburbia vestică a Damascului, are o lungime de 84 km, provine din Zabadani și se varsă în lacul Al Otaiba.
Regiunea are, de asemenea, o sursă principală de apă. Apa Ein Fajja din valea Barada este o sursă majoră a capitalei, oferind apă potabilă pentru mai mult de șase milioane de oameni din Damasc și mediul său rural.

## Sate și orașe din Wadi Barada
Următoarele sate și orașe alcătuiesc Wadi Barada. Numărul populației este în funcție de  Biroul Central de Statistică (CBS) pentru anul 2004.
| Numele             | Numele arab   | Populație | Subdistrict  |
| ------------------ | ------------- | --------- | ------------ |
| Souq Wadi Barada   | سوق وادي بردى | 3,678     | al-Zabadani  |
| Kafr al-Awamid     | كفر العواميد  | 1,588     | al-Zabadani  |
| Barheliya          | برهليا        | 821       | al-Zabadani  |
| Hurayra            | هريرة         | 2,455     | Madaya       |
| al-Husseiniyah     | الحسينية      | 1,563     | Ain al-Fijah |
| Deir Qanun         | دير قانون     | 4,213     | Ain al-Fijah |
| Kfeir al-Zayt      | كفير الزيت    | 4,170     | Ain al-Fijah |
| Deir Muqaran       | دير مقرن      | 4,803     | Ain al-Fijah |
| Efra               | افرة          | 1,029     | Ain al-Fijah |
| Ain al-Fijah       | عين الفيجة    | 3,806     | Ain al-Fijah |
| Basimah            | بسيمة         | 2,812     | Qudsaya      |
| Ashrafiyat al-Wadi | أشرفية الوادي | 2,101     | Qudsaya      |
| Jdeidat al-Wadi    | جديدة الوادي  | 5,227     | Qudsaya      |
| Jamraya            | جمرايا        | 1,156     | Qudsaya      |
| al-Hamah           | الهامة        | 10,045    | Qudsaya      |
| Qudsaya            | قدسيا         | 33,571    | Qudsaya      |
| Dummar             | دمر           | 96,962    | Damascus     |